# Jamaica en los Juegos Olímpicos de Moscú 1980
Jamaica estuvo representada en los Juegos Olímpicos de Moscú 1980 por un total de 18 deportistas que compitieron en 2 deportes.  

## Medallistas
El equipo olímpico jamaicano obtuvo las siguientes medallas:
| Nombre             | Deporte           | Competición           |
| ------------------ | ----------------- | --------------------- |
| Oro                |                   |                       |
| —                  |                   |                       |
| Plata              |                   |                       |
| —                  |                   |                       |
| Bronce             |                   |                       |
| Donald Quarrie     | Atletismo         | 200 m M               |
| Merlene Ottey-Page | Atletismo         | 200 m F               |
| David Weller       | Ciclismo en pista | 1000 m contrarreloj M |